# XLAM: Lutschschaja Belaruskaja Alternatiwa
XLAM: Lutschschaja Belaruskaja Alternatiwa (belarussisch XLAM: Лучшая беларусская альтернатива ‚XLAM: Die beste belarussische Alternative‘) ist ein Kompilationsalbum von belarussischen alternativen Bands, das am 11. Juni 2006 vom Portal XLAM.by auf dem Label GO-Records veröffentlicht wurde.

## Hintergrund und Veröffentlichung
Die Arbeiten zur Erstellung einer Künstlerliste auf der CD begannen im Februar 2006. Bei der Auswahl der Bands wurde auf die Ungewöhnlichkeit des musikalischen Materials sowie auf die Qualität der vorgeschlagenen Titel geachtet. Wie der Projektkoordinator Dmitri Dmitriew über Naviny.by sagte, bestand die Hauptbedingung darin, „eine belarussische Band zu sein, die qualitativ hochwertige, extreme und ehrliche Musik spielt und nach ihrem Zuhörer sucht“.
Das Ziel der Kompilation war es, wie der Verlag anzeigte, neue Namen in der alternativen Musik zu entdecken. Die Auflage sollte 1.500 Exemplare betragen, von denen ein Drittel für den Vertrieb auf dem russischen Markt bestimmt war.
Die Präsentation der CD unter Beteiligung einer Reihe von Bands, deren Werke in das Kompilationsalbum aufgenommen wurden, fand am Tag ihrer Veröffentlichung am 11. Juni 2006 in Homel statt, während die ukrainische Band Skinhate zum eingeladenen Headliner der Party wurde.

## Tracklisting
1. Пневмания — «Открой меня»
2. 3t.ON — «Дай нам знать»
3. Rasta — «Hakkah»
4. Ricochet — «Рикошет кор»
5. kuktooz — «Пустыня»
6. TT-34 — «Иной»
7. IKONA — «Не верю»
8. D-Tails — «Выжигая огнем»
9. Tweed — «Зверь»
10. M.L.A. — «Рио»
11. Tav.Mauzer — «Брудная вада»
12. 4example — «Как земле вода»
13. Zv!k — «Клон»
14. Stinkface — «Ashamed»
15. Кризис — «Суицид»
16. Usplёsk — «Эфір superlight»
17. Контур — «Все в глазах»
18. Termin X — «Згубіцца»
19. ONEGIN — «Smilla»
20. <killkitau> — «Больше ничего»
21. Скимен — «Зачем»

## Rezeption
Das Lied „Открой меня“ von Пневмания wurde in der Rezension von Musykalnaja gaseta hervorgehoben, während die Band ONEGIN Kritiker enttäuschte. Maxim Schukow von der Musikzeitung charakterisiert die CD durch das Adjektiv „reich“ später.
Sjarhej „SB“ Budkin von Tuzin.fm und Nascha Niwa nannte die CD eine Alternative zum Projekt „Вольныя танцы: альтэрнатыва by“, während die Musik mit den Worten „expressiv, aggressiv, mit Nerven und Schreien verwoben“ beschrieben wurde.